# 丹尼尔·保利
丹尼尔·保利‏‎（Daniel Pauly，1946年5月2日—），是法国出生的海洋生物学家，以研究人类对全球渔业的影响而闻名，并在 2020 年成为世界上被引用次数最多的渔业科学家。 保利是不列颠哥伦比亚大学海洋与渔业研究所的教授，和大藍海洋的計畫负责人。2003年11月至2008年10月，保利还担任UBC海洋及渔业中心主任。

## 腳註
1. ↑  .   [2022-05-16]. （原始内容存档于2022-05-16） （美国英语）.